# Gerald Asamoah
Gerald Asamoah [ˈɡeːralt azaˈmoːa] (* 3. Oktober 1978 in Mampong, Ghana) ist ein ehemaliger deutsch-ghanaischer Fußballspieler sowie heutiger Fußballtrainer und -funktionär. In der Jugend und als junger Profi spielte er bei Hannover 96, von 1999 bis 2010 dann für den FC Schalke 04. Asamoah gewann zweimal in Folge mit dem FC Schalke 04 den DFB-Pokal, stand 2002 mit der Nationalmannschaft im Finale der Weltmeisterschaft und wurde insgesamt viermal Deutscher Vizemeister. Im Jahr 2012 schaffte die SpVgg Greuther Fürth unter seiner Mithilfe ihren erstmaligen Aufstieg in die Bundesliga.
Der Stürmer, der sowohl auf den Außenbahnen als auch im Sturmzentrum zum Einsatz kam, absolvierte in seiner Karriere 323 Bundesliga-Spiele und erzielte dabei 50 Tore. Seine letzte Station als Aktiver war die zweite Mannschaft des FC Schalke 04, für die er zwischen 2013 und 2015 spielte.

## Spielerkarriere

### Vereine

#### Zeit in Hannover
Asamoah lebt seit seinem zwölften Lebensjahr in Deutschland und besuchte dieselbe Schulklasse wie sein damaliger Vereinskollege Fabian Ernst. Er begann seine Laufbahn als Fußballer 1990, kurze Zeit nach seiner Ankunft, bei Werder Hannover. 1994 wechselte er zu Hannover 96, wo er ab der Saison 1996/97 zum Drittliga-Kader der Niedersachsen gehörte.
Nachdem Asamoah 1998 mit Herz- und Kreislaufproblemen zu kämpfen hatte, wurde ärztlicherseits eine hypertrophe nicht-obstruktive Kardiomyopathie (HNCM) diagnostiziert, die mit einer Verdickung der Herzscheidewand einhergeht, was seine Fußballkarriere gefährdete. Mediziner rieten ihm dazu, seine Laufbahn zu beenden, jedoch konnte ihm ein US-amerikanischer Herzspezialist entscheidend helfen, so dass er seine Fußballerkarriere fortsetzen konnte. Das Risiko für einen Herzstillstand wurde mit einem Prozent angegeben. Dem Verein wurde die Auflage gemacht, einen Defibrillator stets am Spielfeldrand bereitzuhalten.

#### FC Schalke 04
Im Sommer 1999 wechselte er zum FC Schalke 04, mit dem er 2001 und 2002 den DFB-Pokal sowie 2005 den Ligapokal gewann. Anfang der Saison 2005/06 warf ihn eine Knieverletzung zurück, jedoch konnte er sich wieder in die Schalker Stammelf zurückkämpfen. Am 28. September 2006 brach sich Asamoah im UEFA-Pokalspiel des FC Schalke 04 beim AS Nancy nach einem schweren Foul das linke Schien- und Wadenbein. Nach sechs Monaten feierte Asamoah beim Spiel gegen den VfB Stuttgart am 17. März 2007 sein Comeback, als er in der 76. Minute eingewechselt wurde.
In der Saison 2007/08 erzielte er im DFB-Pokal in der ersten Runde einen Hattrick gegen Eintracht Trier, den ersten seiner Karriere im DFB-Pokal. Im Januar 2008 verlängerte er seinen Vertrag mit Schalke um drei Jahre bis zum 30. Juni 2011.
Mit 63 Einsätzen absolvierte Asamoah die meisten Spiele in internationalen Wettbewerben für den FC Schalke 04, wobei er acht Treffer erzielte.

#### FC St. Pauli
Am 1. Juni 2010 wurde Asamoahs Wechsel zum Aufsteiger FC St. Pauli bekannt gegeben. Gleichzeitig wurde eine Rückkehr des Spielers zum FC Schalke nach Ablauf seines zweijährigen Leihvertrags in Hamburg vertraglich festgehalten. Asamoah zog sich kurz vor dem Start der Saison 2010/11 bei einem Blitzturnier in Göttingen einen Sehnenteilabriss im Oberschenkel zu. Sein erstes Pflichtspiel für seinen neuen Verein bestritt er deshalb erst am 19. September 2010 im Hamburger Stadtderby gegen den Hamburger SV. Ihm gelang dabei eine Vorlage zu einem Tor. Im Auswärtsspiel beim Hamburger SV am 16. Februar 2011 sorgte er mit seinem Kopfballtreffer zum 1:0-Endstand für den ersten Sieg im Stadtderby des FC St. Pauli seit 1977 und machte sich so zum Liebling der Fans.
Nachdem St. Pauli in die 2. Bundesliga abgestiegen war, hätte Asamoah zu Schalke zurückkehren müssen, sein Vertrag wurde jedoch Ende Juni 2011 aufgelöst. Ab Juli 2011 trainierte Asamoah unter Olaf Thon beim VfB Hüls, um sich fit zu halten. Ein Auflaufen in der fünftklassigen NRW-Liga war nicht Bestandteil der Vereinbarung.

#### SpVgg Greuther Fürth

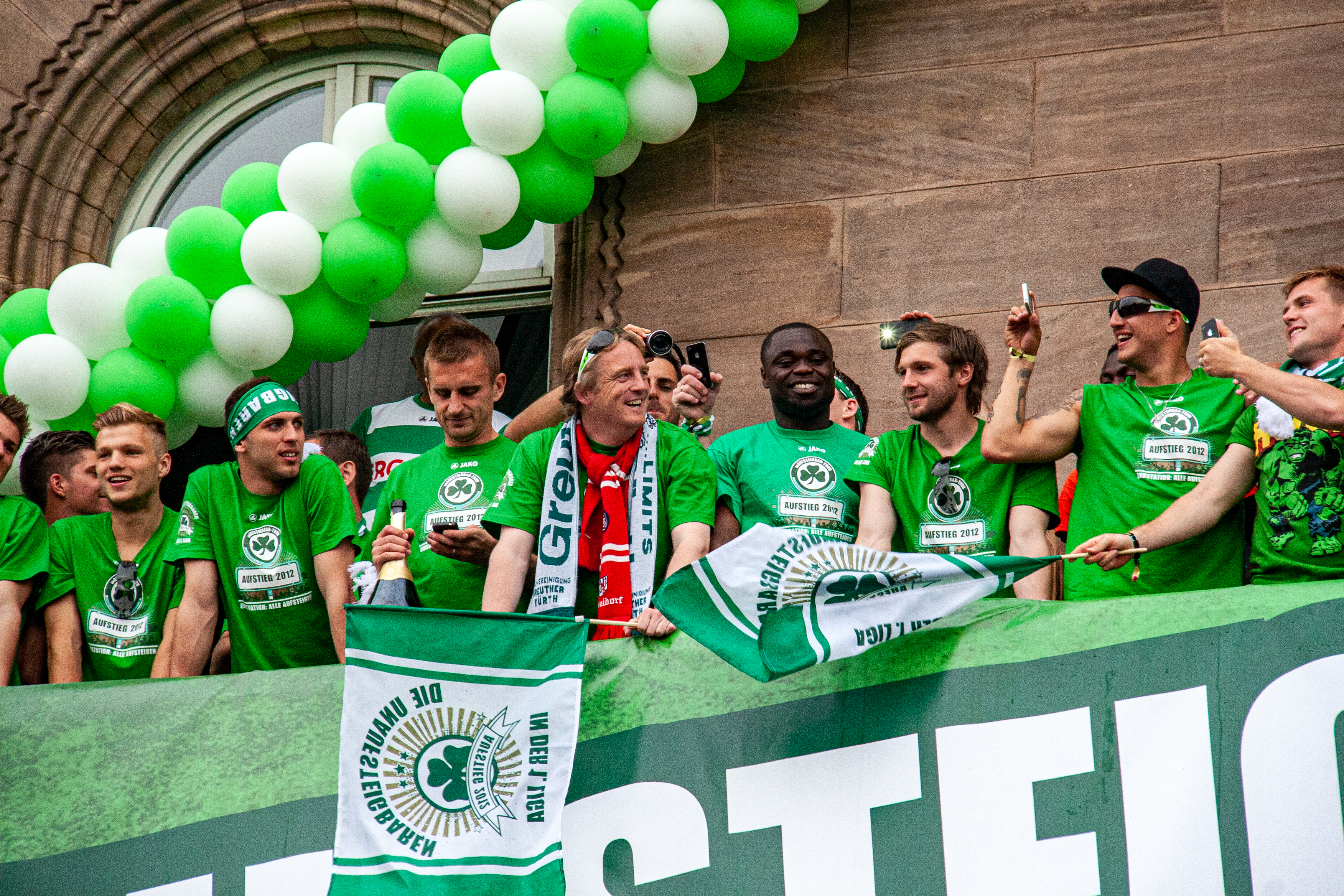
Gerald Asamoah mit Trainer Mike Büskens bei der Aufstiegsfeier der Spielvereinigung Fürth in die 1. Bundesliga, April 2012

Im Januar 2012 verpflichtete ihn die SpVgg Greuther Fürth. Bereits bei seinem Ligapflichtspieldebüt, am 12. Februar 2012 gegen den SC Paderborn, konnte Asamoah zwei Tore zum 5:1-Endstand beitragen. Am Ende der Spielzeit gelang der Aufstieg der SpVgg mit Gerald Asamoah in die Bundesliga. Obwohl Asamoah in der 2. Liga bei Fürth oft nur auf der Bank Platz nehmen durfte, war er in der Hinrunde der Bundesligasaison 2012/13 Stammspieler. Der zum 30. Juni 2013 auslaufende Vertrag bei den Mittelfranken wurde jedoch nicht verlängert.

#### Zurück auf Schalke
Im Sommer 2013 kehrte er zum FC Schalke 04 zurück, um dort die zweite Mannschaft zu verstärken und im PR-Bereich zu arbeiten. Sein erstes Saisontor erzielte er am 10. August 2013 beim 4:0-Heimsieg gegen die SSVg Velbert. Wegen einiger Ausfälle wurde er in der zweiten Runde des DFB-Pokals noch einmal in den Kader der ersten Mannschaft aufgenommen und am 25. September 2013 im Spiel gegen den SV Darmstadt 98 in der Nachspielzeit eingewechselt. Dabei bestritt er sein 379. Pflichtspiel für die erste Mannschaft des Vereins. Am 2. Februar 2015 kündigte Asamoah sein Karriereende zum 30. Juni 2015 an. Sein letztes Spiel als aktiver Fußballspieler bestritt Asamoah am 23. Mai 2015 beim 2:1-Heimsieg gegen Borussia Mönchengladbach II. Am 14. November 2015 fand ihm zu Ehren ein Abschiedsspiel in der Veltins-Arena mit über 60.000 Zuschauern statt.

### Nationalmannschaft

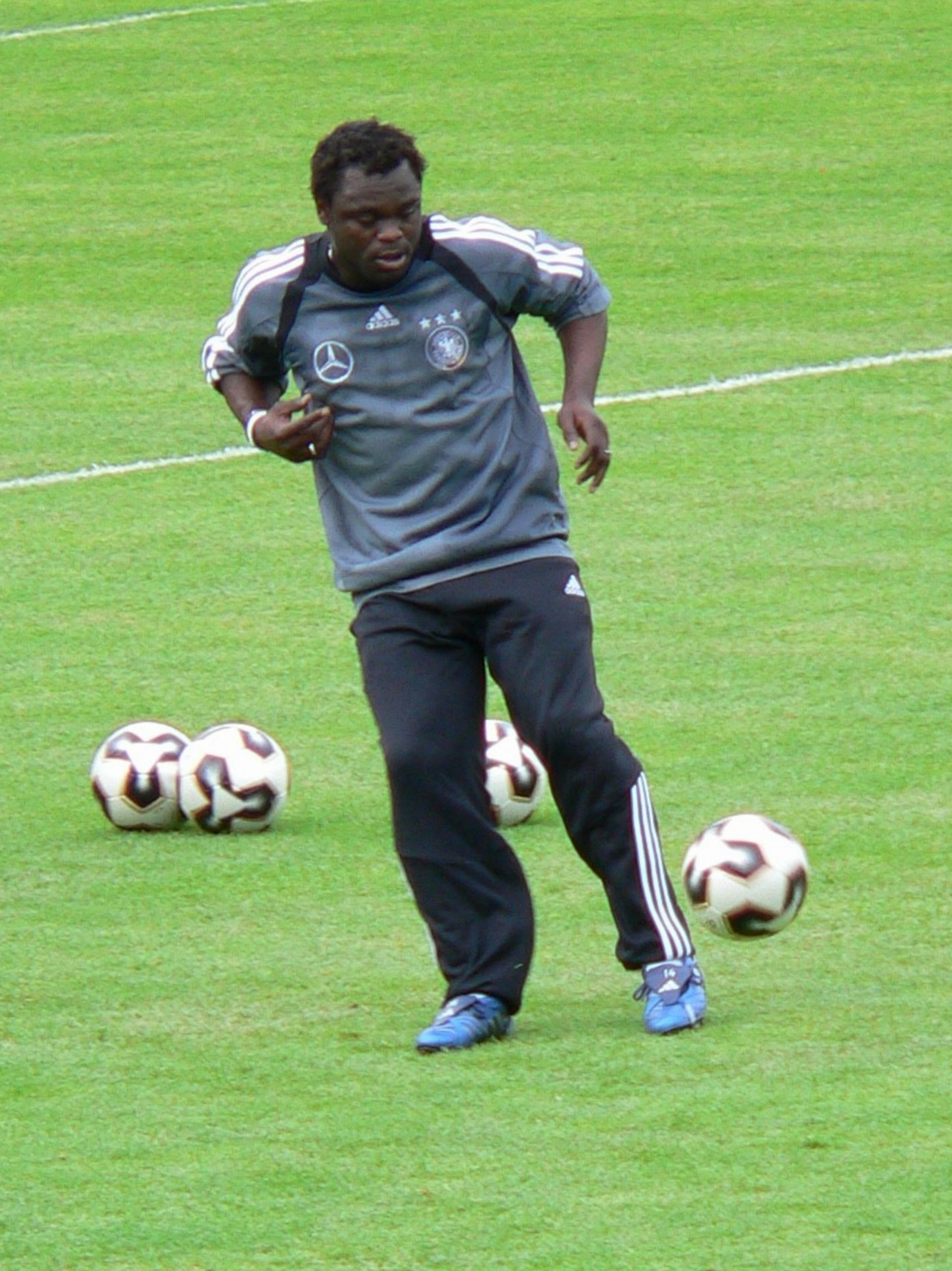
Asamoah bei der Nationalmannschaft (Juni 2005)

Nach seiner Einbürgerung 2001 wurde Gerald Asamoah in die deutsche A2-Nationalmannschaft berufen. Gleich in seinem ersten Spiel für die deutsche Nationalmannschaft gelang ihm am 29. Mai 2001 in einem Freundschaftsspiel gegen die Slowakei ein Treffer. Bei der Fußball-Weltmeisterschaft 2002 in Japan und Südkorea wurde er unter anderem im Finale eingesetzt. Bei der WM 2006 stand er ebenfalls im deutschen Aufgebot, wirkte im Vorrundenspiel gegen Ecuador mit und betätigte sich in der Kabine als DJ, womit er zur Motivation der Mannschaft beitrug. Am 4. November 2011, fünf Jahre nach seinem letzten Länderspiel, erklärte er seinen Rücktritt aus der Nationalmannschaft.

## Nach der aktiven Zeit
Am 1. Juli 2015 gab der FC Schalke 04 bekannt, dass Asamoah Co-Trainer der U-15-Mannschaft wird. Neben dieser Tätigkeit fungiert er auch als Vereinsbotschafter. Im Oktober erwarb er die A-Trainerlizenz.
Am 29. November 2016 wurde bekannt, dass Asamoah die Position innerhalb des FC Schalke 04 wechselte und von nun an als Manager der U23 tätig ist.
Ab März 2019 war Gerald Asamoah Leiter der Lizenzspielerabteilung des FC Schalke 04. Am 22. März 2024 wurde bekanntgegeben, dass diese Funktion ersatzlos gestrichen wird und er den Verein somit nach Saisonende 2023/24 verlässt.

## Leben

### Christliches und soziales Engagement
Gerald Asamoah ist gläubiger Christ und erzählt in Werken wie der Fußball-Bibel von David Kadel von seinem Glauben und dessen Relevanz für den Alltag. Er wirkte auch in Kadels Fußball-Dokumentation Fußball Gott (2002) mit und tritt als Gospel-Sänger auf.
2007 gründete er in Hannover die „Gerald-Asamoah-Stiftung für herzkranke Kinder“. Langfristiges Ziel ist der Aufbau eines Kinderherzzentrums in der ghanaischen Hauptstadt Accra. Asamoah unterstützt darüber hinaus die Hilfswerke ora international und World Vision. Außerdem fungiert er als UNESCO-Botschafter für das Programm „Bildung für Kinder in Not“.
Seit März 2013 ist er Pate für das Ohm-Gymnasium Erlangen im Projekt Schule ohne Rassismus – Schule mit Courage.
Gerald Asamoah wurde am 12. Mai 2014 für die Rosa-Parks-Schule, Gesamtschule der Stadt Herten, Schulpate beim deutschlandweiten „Schule ohne Rassismus – Schule mit Courage“-Netzwerk.
Asamoah ist langjähriges Mitglied und ehemaliger Vertreter im Spielerrat der Spielergewerkschaft Vereinigung der Vertragsfußballspieler (VdV).

### Opfer verunglimpfender Äußerungen
1997 riefen Anhänger von Energie Cottbus bei einem Relegationsspiel gegen Hannover 96 Gerald Asamoah und Otto Addo rassistische Beleidigungen zu und bewarfen sie mit Bananen. Im Jahr 2021 waren diese Vorkommnisse Teil der Dokumentation Schwarze Adler des Streaminganbieters Prime Video.
2005 unterstützte Gerald Asamoah die Medienkampagne Du bist Deutschland, die nach dem Willen der Initiatoren die Bundesbürger zu mehr Selbstvertrauen und Motivation anstoßen sollte. Anlässlich der Fußball-Weltmeisterschaft 2006 wurde er unter Anspielung auf diese Kampagne von der rechtsextremistischen Vereinigung Schutzbund Deutschland aus Pritzwalk mit einem Plakat verunglimpft, das die Aufschrift trug: „Nein, Gerald, Du bist nicht Deutschland. Du bist BRD!“ Das Landgericht Neuruppin sah darin keine Volksverhetzung. Die Juristen vertraten jedoch die Auffassung, dass der Tatbestand der Beleidigung erfüllt sein könne.
Beim Bundesligaspiel zwischen Borussia Dortmund und dem FC Schalke 04 am 18. August 2007, einem der Revierderbys, beleidigte der Dortmunder Torwart Roman Weidenfeller den Stürmer. Er soll Asamoah als „schwarzes Schwein“ bezeichnet haben. Weidenfeller räumte eine Beleidigung ein, bestritt aber, sich rassistisch geäußert zu haben. Vielmehr habe er Asamoah als „schwules Schwein“ beschimpft. Das Gericht konnte nicht feststellen, welche Worte auf dem Spielfeld tatsächlich gefallen waren, der DFB verurteilte Weidenfeller „wegen einer herabwürdigenden und verunglimpfenden Äußerung“ nach § 9 der Rechts- und Verfahrensordnung des DFB zu einer Sperre von drei Spielen und zusätzlich zu einer Geldstrafe in Höhe von 10.000 Euro. Der Paragraph regelt Diskriminierungen „in Bezug auf Rasse, Hautfarbe, Sprache, Religion oder Herkunft“ und ihre Ahndung.

### Privatleben
Asamoah wurde in Mampong in Ghana geboren und wuchs dort bei seiner Großmutter auf. Im Alter von zwölf Jahren zog er nach Deutschland zu seinen Eltern, die in Hannover lebten. Heute ist Asamoah verheiratet und Vater von zweieiigen Zwillingen (Tochter und Sohn) sowie einer weiteren Tochter. Die Familie lebt in Ratingen.

## Erfolge
Verein
- Deutscher Vize-Meister 2001, 2005, 2007 und 2010
- DFB-Pokalsieger 2001 und 2002
- Vize-Pokalsieger 2005
- Ligapokal-Sieger 2005
- UEFA-Intertoto-Cup-Sieger 2003 und 2004
- Aufstieg 2012 mit der SpVgg Greuther Fürth in die 1. Bundesliga
- Meister der Regionalliga Nord 1997 und 1998
- Bundesliga-Fußballer des Monats Oktober 2004
- Tor des Monats Mai 2001

Nationalmannschaft
- Vize-Weltmeister 2002 in Südkorea und Japan
- 3. Platz beim FIFA-Konföderationen-Pokal 2005 in Deutschland
- 3. Platz bei der Weltmeisterschaft 2006 in Deutschland

## Auszeichnungen
- 2011 wurde Gerald Asamoah mit dem Fair Play Preis des Deutschen Sports ausgezeichnet.[38]
- 2018 erhielt er den „Karl-Kübel-Preis“ durch die Karl Kübel Stiftung.[39]
- 2022 wurde er mit dem Laureus Athlete Advocate of the Year Award ausgezeichnet. Er erhielt diesen für sein Engagement im Kampf gegen Rassismus und speziell für den außergewöhnlichen Film Schwarze Adler, der die Erfahrungen schwarzer Spieler im deutschen Fußball dokumentiert.[40]
- 2023 erhielt er den Eugen-Bolz-Preis.[41]

## Autobiografie
- mit Peter Großmann: „Dieser Weg wird kein leichter sein…“: Mein Leben und ich. F.A. Herbig Verlagsbuchhandlung GmbH, 2016, ISBN 978-3-7766-8144-4